# 石桥乡 (临颍县)
石桥乡，是中华人民共和国河南省漯河市临颍县下辖的一个乡镇级行政单位。

## 行政区划
石桥乡下辖以下地区：
桥南村、桥北村、王庄村、徐寨村、岳庄村、袁庄村、陈庄村、二马张村、北马庙村、成陈村、银庄村、藕河村、潘庄村、双王村、杜庄村、另子李村、三角村、方庄村、吴刘村、大吴村、李庄村和驼铺村。